# Albert Mehrabian
Albert Mehrabian (født 17. november 1939) er professor emeritus i psykologi ved UCLA. Han er bedst kendt for sine udgivelser om verbal og nonverbal kommunikation. Mehrabian er manden bag 7-38-55 %-reglen, der en af grundstenene i forskningen i interpersonel kommunikation. Hans forskning bliver ofte misbrugt til at generalisere på, hvordan vi opfatter et budskab. Man ser jævnligt hans forskning udlagt på den måde, at 7 % af vores forståelse af en kommunikation kommer fra ordene, 38 % fra intonationen, og de sidste 55 % fra formidlerens kropssprog. Mehrabians studie er et særdeles isoleret studie, og han har selv afvist, at man kunne fortolke hans resultater på den måde.
Mehrabians forsøg gik ud på, hvordan tilhørere opfattede en indlægholders følelser. Dvs. med mindre indlægholderen taler om deres følelser og holdninger, kan studiet ikke anvendes.